# Calbert Cheaney
Calbert Cheaney, né le 17 juillet 1971 à Evansville, dans l'Indiana, est un joueur et entraîneur américain de basket-ball. Il évolua aux postes d'arrière et d'ailier.

## Biographie
Après une carrière NBA de treize années au cours de laquelle il a réalisé une moyenne de 9,5 points et 3,2 rebonds par match, Cheaney a entamé une carrière d’entraîneur-adjoint, d'abord aux Warriors de Golden State, puis à l'université de Saint-Louis de 2013 à 2016.

## Palmarès
Universitaire
- Lauréat du Naismith College Player of the Year (meilleur joueur de la saison), du USBWA men's player of the year award, du Trophée Adolph Rupp et du Trophée Wooden en 1993.